# Staraja Kulatka
Staraja Kulatka (russisch Ста́рая Кула́тка) ist eine Siedlung städtischen Typs in der Oblast Uljanowsk in Russland mit 5685 Einwohnern (Stand 14. Oktober 2010).

## Geographie
Der Ort liegt etwa 180 km Luftlinie südsüdwestlich des Oblastverwaltungszentrums Uljanowsk an der Kulatka, einem rechten Zufluss des rechten Wolga-Nebenflusses Tereschka.
Staraja Kulatka ist Verwaltungszentrum des Rajons Starokulatkinski sowie Sitz der Stadtgemeinde Starokulatnenskoje gorodskoje posselenije, zu der außerdem die Dörfer Bachtejewka (10 km ostsüdöstlich), Nowaja Jandowka (4 km nordwestlich), Nowaja Kulatka (9 km südlich), Nowyje Simnizy (7 km südwestlich), Staraja Jandowka (12 km nordwestlich), Tschuwaschskaja Kulatka (8 km südöstlich) und Ust-Kulatka (16 km südöstlich) sowie der Weiler Kolzowka (14 km südöstlich) gehören.

## Geschichte
Der Ort wurde Anfang des 18. Jahrhunderts von Tataren – die bis heute die Bevölkerungsmehrheit in der Gemeinde und im Rajon stellen – gegründet und hieß anfangs nur Kulatka (von tatarisch Кулаткы, Qulatqı). In Folge gehörte er zum Ujesd Chwalynsk des Gouvernements Saratow und wurde Sitz einer Wolost. Mit der Entstehung des Dorfes Nowaja Kulatka („Neu-Kulatka“) erhielt der Ort seine heutige Bezeichnung („Alt-Kulatka“).
1928 wurde Staraja Kulatka Verwaltungssitz eines neu geschaffenen, nach ihm benannten Rajons. 1968 erhielt der Ort den Status einer Siedlung städtischen Typs.

### Bevölkerungsentwicklung
| Jahr | Einwohner |
| ---- | --------- |
| 1897 | 5212      |
| 1939 | 4679      |
| 1959 | 4350      |
| 1970 | 5193      |
| 1979 | 5494      |
| 1989 | 5925      |
| 2002 | 6075      |
| 2010 | 5685      |

Anmerkung: Volkszählungsdaten

## Verkehr
Staraja Kulatka liegt an der Regionalstraße 73K-1427, die südlich von Uljanowsk von der Zweigstrecke Sysran – Uljanowsk der föderalen Fernstraße M5 abzweigt, über die Rajonzentren Kusowatowo, Nowospasskoje (an der M5-Hauptstrecke) und Radischtschewo kommend weiter zur Grenze zur Oblast Saratow verläuft, dort in Richtung der etwa 35 km entfernten föderalen Fernstraße R228 Sysran – Saratow – Wolgograd bei Chwalynsk. In westlicher Richtung zweigt in Staraja Kulatka die 73K-1439 in das benachbarte Rajonzentrum Pawlowka ab.
An der Straße nach Chwalynsk befindet sich 20 km südöstlich in Popowka an der Strecke Sysran – Saratow – Wolgograd die nächstgelegene Bahnstation.